# III Klucz Kominowy (Ku)
III Klucz Kominowy (Ku) – polska jednostka lotnicza utworzona we Francji w maju 1940 w jako pododdział Polskich Sił Powietrznych.

## Formowanie i walki
Klucz utworzony został w Lyon- Bron, skąd 20 maja wyruszył do Nantes z zadaniem powietrznej osłony zakładów lotniczych S.N.C.A.O. Otrzymane przez Polaków trzy samoloty Morane MS.406 nie były uzbrojone i  w złym stanie technicznym. Dopiero po dwóch dniach klucz osiągnął gotowość bojową. 5 czerwca  został dodatkowo wzmocniony dwoma kolejnymi polskimi pilotami i jednym „Moranem”, a od następnego dnia mógł też wykorzystywać maszyny przybyłego właśnie klucza francuskiego. Około 10 czerwca znacznie wzrosła liczba zadań bojowych. Samoloty jednak podrywane były przeważnie zbyt późno, w wyniku czego polscy piloci ani razu nie nawiązali walki z przeciwnikiem. 14 czerwca lotnisko opuścił francuski personel naziemny wobec czego dalsze pozostawanie na nim polskich pilotów wydawało się być bezcelowe, dlatego podjęto decyzję przelotu do La Rochelle skąd lotnicy zostali ewakuowani do Wielkiej Brytanii.
Klucz nie uzyskał żadnego zestrzelenia ani nie poniósł żadnej straty własnej.

## Żołnierze klucza
Piloci
- kpt. Kazimierz Kuzian – dowódca
- por. Mirosław Ferić
- sierż. Stefan Wójtowicz
- plut. Ludwik Lech